# Lylian Lebreton
Lylian Lebreton (Nantes, 6 gennaio 1972) è un dirigente sportivo ed ex ciclista su strada francese.

## Palmarès

### Strada
- 1994 (Aubervilliers 93-Peugeot, due vittorie)

1ª tappa Tour de l'Ain
Classifica generale Tour de l'Ain
- 1997 (Festina-Lotus, una vittoria)

10ª tappa Vuelta a Chile (Santiago del Cile > Santiago del Cile)

#### Altri successi
- 1994 (Aubervilliers 93-Peugeot)

Classifica generale Trois Jours de Cherbourg

## Piazzamenti

### Grandi Giri
- Giro d'Italia

1996: ritirato (3ª tappa)
1997: 68º
- Tour de France

1998: 41º
1999: 51º
- Vuelta a España

1996: ritirato (14ª tappa)

### Classiche monumento
- Liegi-Bastogne-Liegi

1999: 62º
- Giro di Lombardia

1996: 26º

### Competizioni mondiali
- Campionati del mondo

Duitama 1995 - In linea Elite: ritirato
Lugano 1996 - In linea Elite: 27º